# Ivair Ferreira
Ivair Ferreira, mais conhecido simplesmente como Ivair ou O Príncipe (Bauru, 27 de janeiro de 1945 — São Paulo, 15 de agosto de 2024), foi um futebolista brasileiro que atuava como atacante.

## Carreira
Nascido no interior de São Paulo, aprendeu a jogar futebol ainda criança com o irmão Dito, nas ruas de terra batida da favela da Vila Espanhola, na Zona Norte de São Paulo.
Ivair chegou à Portuguesa nos infantis em 1959, onde recebeu do zagueiro Ditão o apelido de "Sabiá", por se franzino e de pernas finas. Foi campeão paulista de juvenis e subiu ainda moleque pro profissional.
Assinou seu primeiro contrato profissional e estreou no time principal em 1962, aos 17 anos, em um empate em 1x1 com a Prudentina na Rua Javari, onde marcou um gol de cabeça.
No ano seguinte, recebeu a alcunha de “O Príncipe” diretamente do Rei Pelé após marcar dois dos três gols rubro-verdes no 3 a 2 sobre o Santos, no Pacaembu. Ainda em 1963, foi convocado para a Seleção Brasileira, mas não atuou devido a uma distensão muscular.
Foi vice-campeão paulista em 1964 e fez parte do chamado "Ataque Iê Iê Iê", ao lado de Ratinho, Leivinha, Paes e Rodrigues. No mesmo ano, disputou a Taça das Nações pela Seleção nacional.
Ivair foi um dos 47 convocados por Vicente Feola para a preparação da Copa de 66, mas não ficou entre os 22 inscritos. Em maio de 1966, fez sua única partida pela Seleção, em 18 de maio, contra o País de Gales.
Ele encerrou sua passagem pela Lusa em 1969, com 103 gols em 307 partidas, com 127 vitórias, 84 empates e 96 derrotas. A venda milionária de Ivair ao Corinthians em 1969, por Cr$ 600 mil, permitiu à Portuguesa dar início às obras do atual estádio do Canindé, de concreto.
Em uma estreia no dia 14 de setembro de 1969, contra seu time antigo, Ivair marcou ambos os gols no empate do Timão com o Lusa por 2 a 2, válida pelo Torneio Roberto Gomes Pedrosa de 1969. Com a camisa corintiana, fez 79 partidas e marcou 23 gols entre os anos de 1969 e 1971.
Foi para o Fluminense em 1971, onde conquistou o título do Campeonato Carioca de 1971 e 1973, derrotando Botafogo e Flamengo respectivamente. Em 1974, atuou por empréstimo no America-RJ e no Paysandu. Em 1975, foi vendido ao Toronto Metros-Croatia, do Canadá, onde foi campeão norte americano de 1976 defendendo a equipe junto com o jogador português Eusébio. Ficou no clube até 1979. Entre 1980 e 1981, atuou pelo Cleveland Forces, de Ohio. Ainda em 1981, atuou pelo Kansas City Comet. Em 1982, atuou pelo Fall Rivers, de Boston. No clube, chegou a ser técnico interino por três meses.

## Títulos
Portuguesa
- Vice-Campeonato Paulista: 1964

Fluminense
- Campeonato Carioca: 1971[6][15] e 1973[18][17][20]
- Taça Guanabara: 1971[18]

Toronto Metros-Croatia
- Campeonato Norte Americano: 1976

## Homenagens
Esta presente no livro "Dez mais da Portuguesa", do jornalista Jorge Nicola, lançado em 2014.
Em 2015, foi tema do documentário "Ivair: o príncipe do futebol", de Cristiano Fukuyama e Luiz Nascimento, que recebeu o prêmio de Melhor Longa-Metragem, no 7º Cinefoot, na edição de 2016 de São Paulo.

## Morte
Morreu em São Paulo em 15 de agosto de 2024, em decorrência de um câncer.